# Литъл Ривър (окръг, Арканзас)
Окръг Литъл Ривър (на английски: Little River County в превод Малка река) е окръг в щата Арканзас, Съединени американски щати. Площта му е 1463 km², а населението – 13 171 души (2010). Административен център е град Ашдаун.